# Музей священника Павла Флоренского в Москве
Музе́й свяще́нника Па́вла Флоре́нского — мемориальный музей священника Павла Флоренского, созданный по инициативе его внука игумена Андроника (Трубачёва) и искусствоведа Марии Люкшиной в 1997 году. Музей входит в число проектов Фонда науки и православной культуры священника Павла Флоренского.

## История

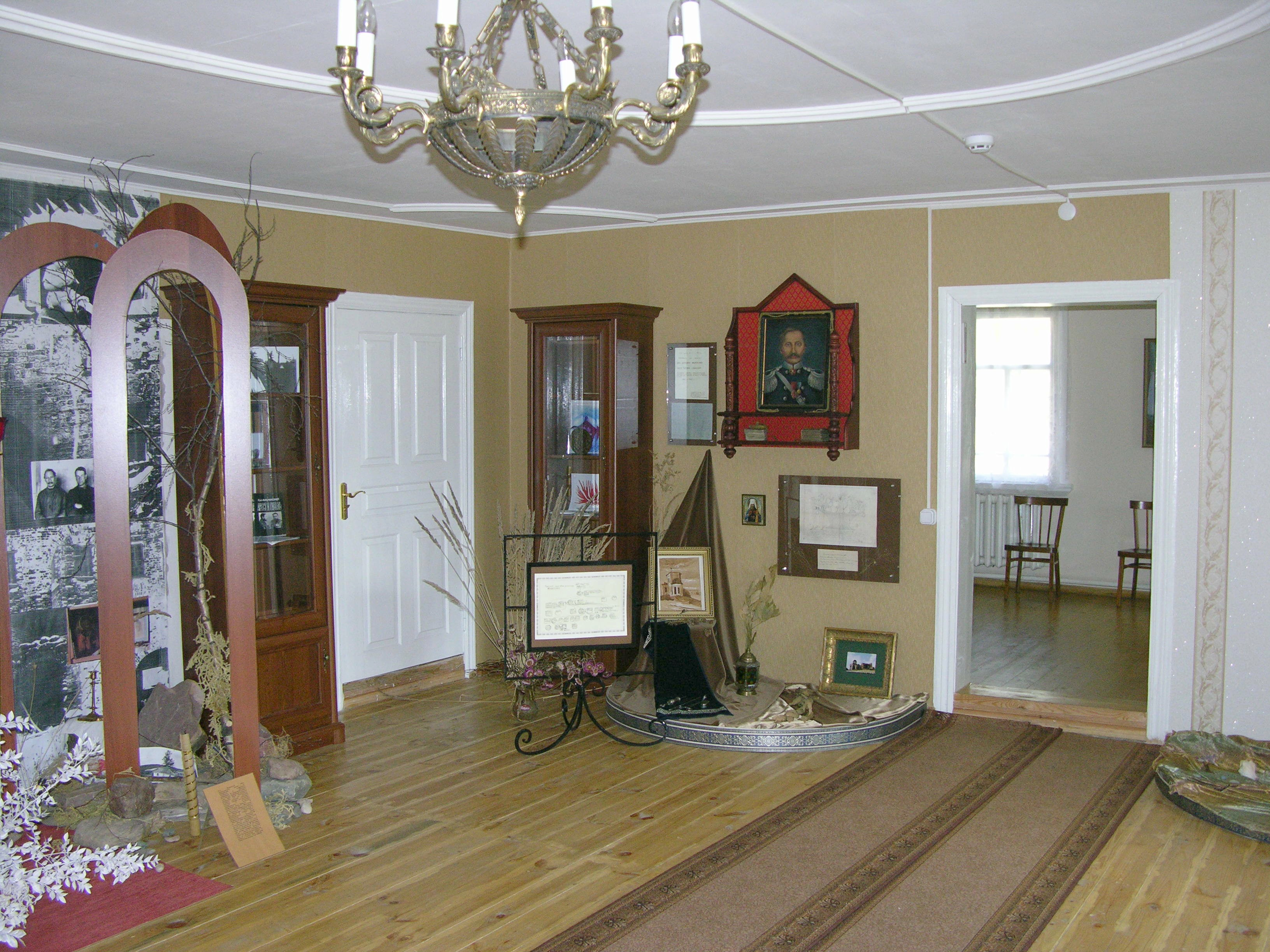
Интерьеры музея, 2005 год

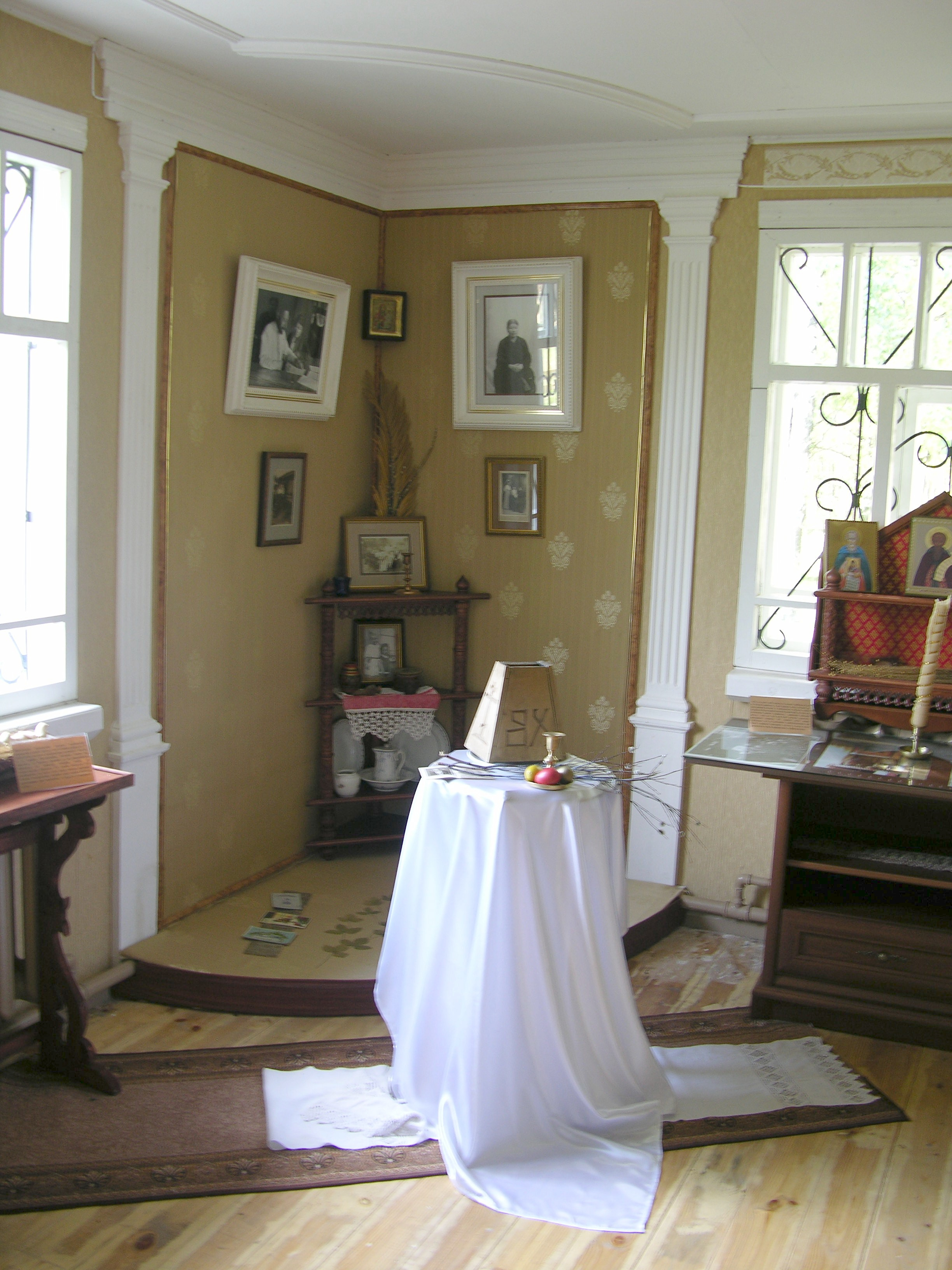
Интерьеры музея, 2005 год

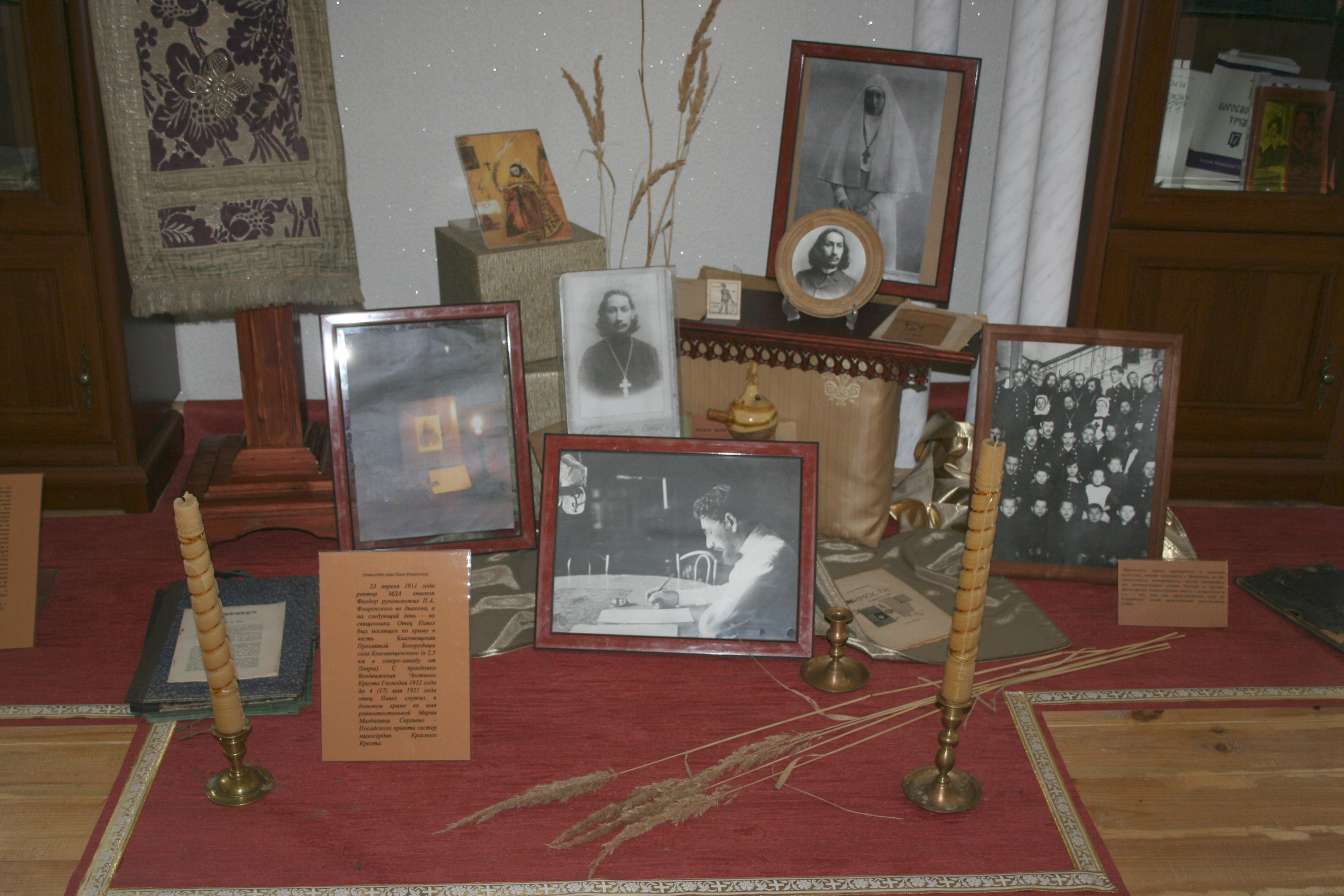
Интерьеры музея, 2005 год

### Квартира
Большую часть жизни Павел Флоренский прожил в собственном доме в Сергиевом Посаде, который купил в 1915-м. В этом же году в Москву переехала его семья из Тифлиса, чтобы жить поблизости от священника. Мать Ольга Флоренская, сёстры Раиса и Юлия, а также брат Андрей приобрели пятикомнатную квартиру, в которой после революции 1917 года и начала политики уплотнения была создана коммунальная квартира. Советские власти разрешили Флоренским оставить за собой две комнаты, однако через некоторое время староста квартиры П. А. Строев объявил семье о необходимости дополнительного уплотнения. В результате пятеро членов семьи было вынуждено проживать в одной комнате. С 1921 года Павел Флоренский начал работать в Главэлектро и часто останавливался у своей семьи, однако из-за отсутствия свободных спальных мест священнику приходилось ночевать и у своих друзей В. И. Лисева, Ефимовых. В 1933-м Флоренский был отправлен в лагерь, откуда он продолжал слать письма семье.
Дочь священника Мария Флоренская-Трубачёва переехала в комнату в 1938 году, после того как переехали Раиса, Юлия и Андрей Флоренские, и стала последней из родственников священника, кто жил в квартире на улице Бурденко. В 1988-м дом закрыли на капитальный ремонт, после завершения которого правительство Москвы выделило Марии Трубачёвой отдельные помещения на окраине Москвы. Бывшая коммунальная квартира была разделена на две: однокомнатную площадью 42 м² и двухкомнатную площадью 66,5 м².

### Создание музея
В 1988 году по инициативе Марии Трубачёвой и Московского городского отделения Всероссийского общества охраны памятников истории и культуры бывшая коммунальная квартира была включена в список вновь выявленных памятников истории и культуры города Москвы. Первым идею о создании мемориального музея Павла Флоренского в Москве озвучил академик Дмитрий Лихачёв. 22 января 1989 года он обратился к участникам выставки «Возвращение забытых имён», посвящённой жизни Павла Флоренского:
Настало время принять меры, чтобы сохранить для потомства московскую квартиру П. А. Флоренского, устроить в ней музей, на базе которого могла бы быть налажена научно-исследовательская и культурно-просветительская работа по подготовке к изданию сочинений П. А. Флоренского.Дмитрий Лихачёв
В 1992 году объект был утверждён в статусе памятника, подлежащего государственной охране, а в 1993-м игумен Андроник, внук Флоренского и директор Центра изучения, охраны и реставрации наследия священника Павла Флоренского отправил прошение мэру Москвы Юрию Лужкову о создании музея Флоренского. В 1994-м с похожей просьбой отец Андроник обратился к руководителю департамента инженерного департамента правительства Москвы А. С. Матросову:
...Выяснилось, что мемориальная квартира разрушена во время проведения капитального ремонта дома с нарушением статьи 39 Закона Российской Федерации  «Об охране и использовании памятников истории и культуры», т.е. заказчики ОКС ХОЗУ Совета Министров СССР, а затем Управление по капитальному ремонту и строительству Департамента инженерного обеспечения Правительства городу Москвы не согласовали проектную документацию с Управлением государственного контроля охраны и использования памятников истории и культуры города Москвы и грубо игнорировали как предписания данного Управления, так и сигналы общественности.Игумен Андроник
Результатом обращений отца Андроника стало совещание по созданию музея Павла Флоренского, проведённое А. С. Матросовым. После обсуждений дела было принято решение сохранить мемориальную квартиру, а также подготовить необходимые документы и отправить их правительству Москвы с просьбой принять решение о создании музея.
Соответствующие постановления были выпущены в 1994 году, однако из-за разделения бывшей коммунальной квартиры на две появились проблемы с оформлением юридического адреса музея. Благодаря Вячеславу Брагину и его личным связям с Юрием Лужковым вышло Постановление правительства Москвы от 5 сентября 1995 года «О создании в городе Москве музея-квартиры священника Павла Флоренского», согласно которому Министерство культуры обязывалось выкупить две квартиры и объединить их в одну. К началу 1997-го вся площадь бывшей квартиры Флоренского вошла в распоряжение министерства и сотрудники начали активную работу по восстановлению мемориальных интерьеров. Открытие музея состоялось 8 декабря 1997 года, в 60-летнюю годовщину со дня смерти Флоренского.

### Экспозиция

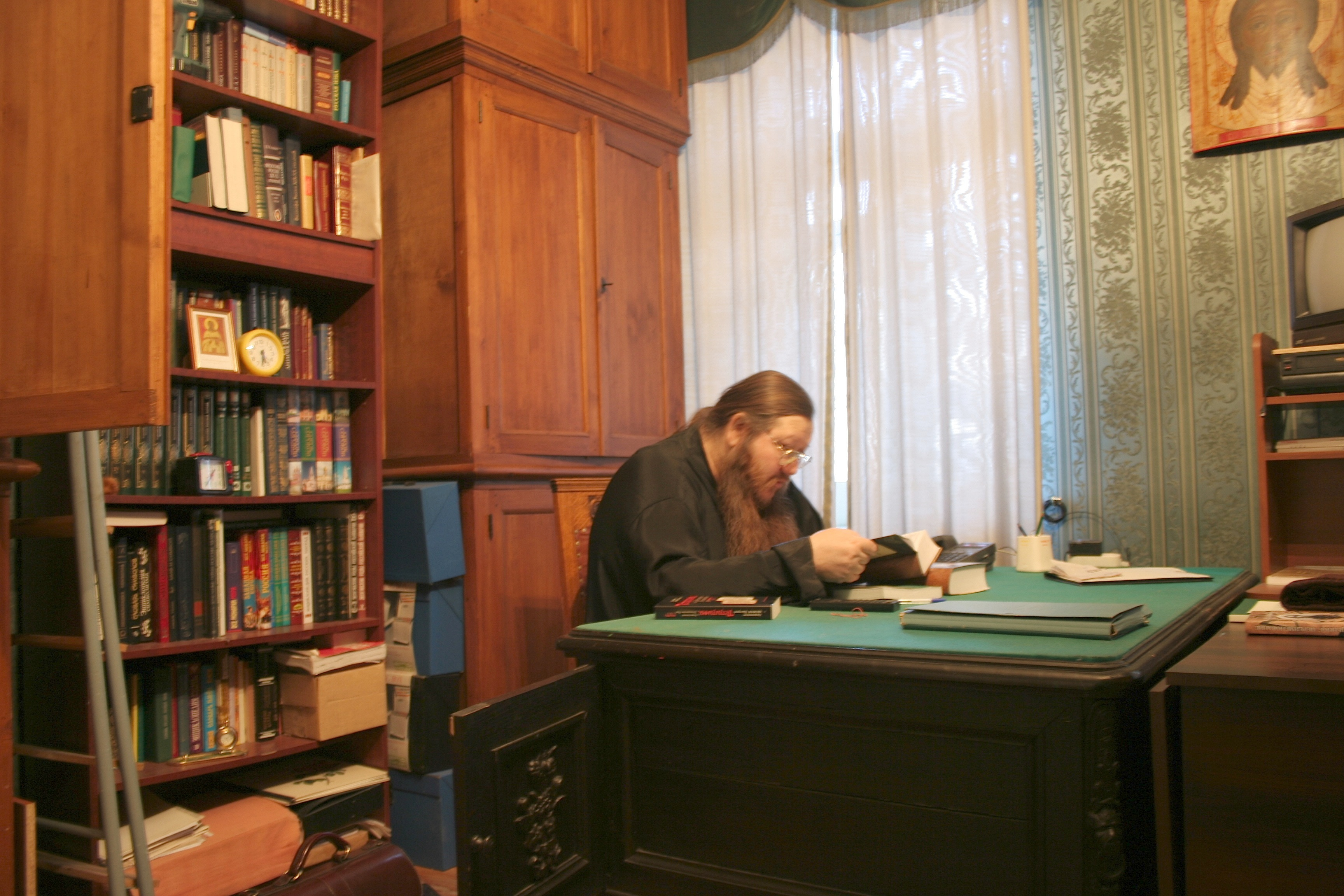
Кабинет Флоренского в 2005 году

Формирование музейного фонда происходило в основном за счёт частных даров. Так, семья Трубачёвых передала в музей несколько коллекций: сочинения священника, фотографии, изображения, личные вещи, архив, материалы родственников и друзей, литературу, материалы конференций, музыкальные и библиотечные фонды. Оформление выставочного пространства было отдано в ведение отца Андроника, матушки Марии, а также Ольги Трубачёвой и её супруга Сергея Трубачёва. С 1997 по 2007 год в состав музейного фонда вошли просфорная печать, нательный крест из камеры Лубянской тюрьмы, где Флоренский находился под арестом в 1933-м, новые портреты священника, в том числе серия картин написанная художником М. Ю. Деминой-Люкшиной. Многие экспонаты были подарены музею племянниками Флоренского Кирой и Владимиром, которые также передали в дар книги и рукописи священника.
Экспозиция начинается с прихожей, в которой представлены музейные иконы, в том числе Сергея Радонежского, выполненная архиепископом Новгородским и Старорусским Сергием Голубцовым.
Первый зал посвящён родословной Павла Флоренского, в нём хранятся фотографии представителей древнего армянского княжеского рода Мелик-Бегляровых: деда священника Павла Сапарова, прадеда Герасима Сапарова, бабушек, самого Павла Флоренского и его жены Анны, портреты матери Ольги Флоренской и отца Александра Флоренского.
Также в зале хранятся рисунки и игрушки детей отца Флоренского. На некоторых рисунках написаны слова: «Папа наш хороший…». Сохранились также и стихи, оставшиеся от детей священника:
«Ты, мой папа, золотой//
Ты, мой папа, милый//
Тебя люблю, как чисто золото//
И, как серебро».
Тематикой экспозиция второй комнаты является священническое служение отца Павла. В ней представлены материалы его учёбы и преподавания в Московской духовной академии: диплом и личные вещи из кельи, где отец Павел проживал во время студенчества. Также в зале хранятся личные вещи епископа Антония и иеромонаха Исидора — первых наставников отца Павла. В экспозицию зала входит «Памятный лист Марфо-Мариинской обители 1916 года» с автографом святой Елизаветы Фёдоровны, посвящённый 25-летию принятия ею православия, а также небольшая иконка Марфы и Марии на дощечке в виде пасхального яйца.
В этой комнате хранятся книги с подписями протоиерея Митрофана Сребрянского — полкового священника, участника Русско-японской войны 1904—1906 годов.
Также там находится фортепьяно, принадлежавшее зятю Флоренского — музыканту Сергею Трубачёву.
Часть выставочного пространства посвящена работе Павла Флоренского в Комиссии по охране памятников искусства и старины Троице-Сергиевой Лавры, а также жизни священника в Москве. В красном углу стоят семейные иконы Флоренских, одна из которых была написана сестрой Раисой. В застеклённом шкафу — епитрахиль святого Иоанна Кронштадтского, каноник и чётки старца Илариона. На деревянных стеллажах, изготовленных по эскизам Флоренского, хранятся книги и журналы с его статьями, в том числе издания «Советской технической энциклопедии», редактором которой был священник. Также в зале представлены материалы по репрессии отца Павла, рассказывающие о его арестах в 1928 и 1929 годах. Рядом экспонируются фотографии из дела «врага народа», свидетельства о его жизни в ссылке и отбывании срока в лагере ОГПУ в Сковородино.

## Деятельность музея

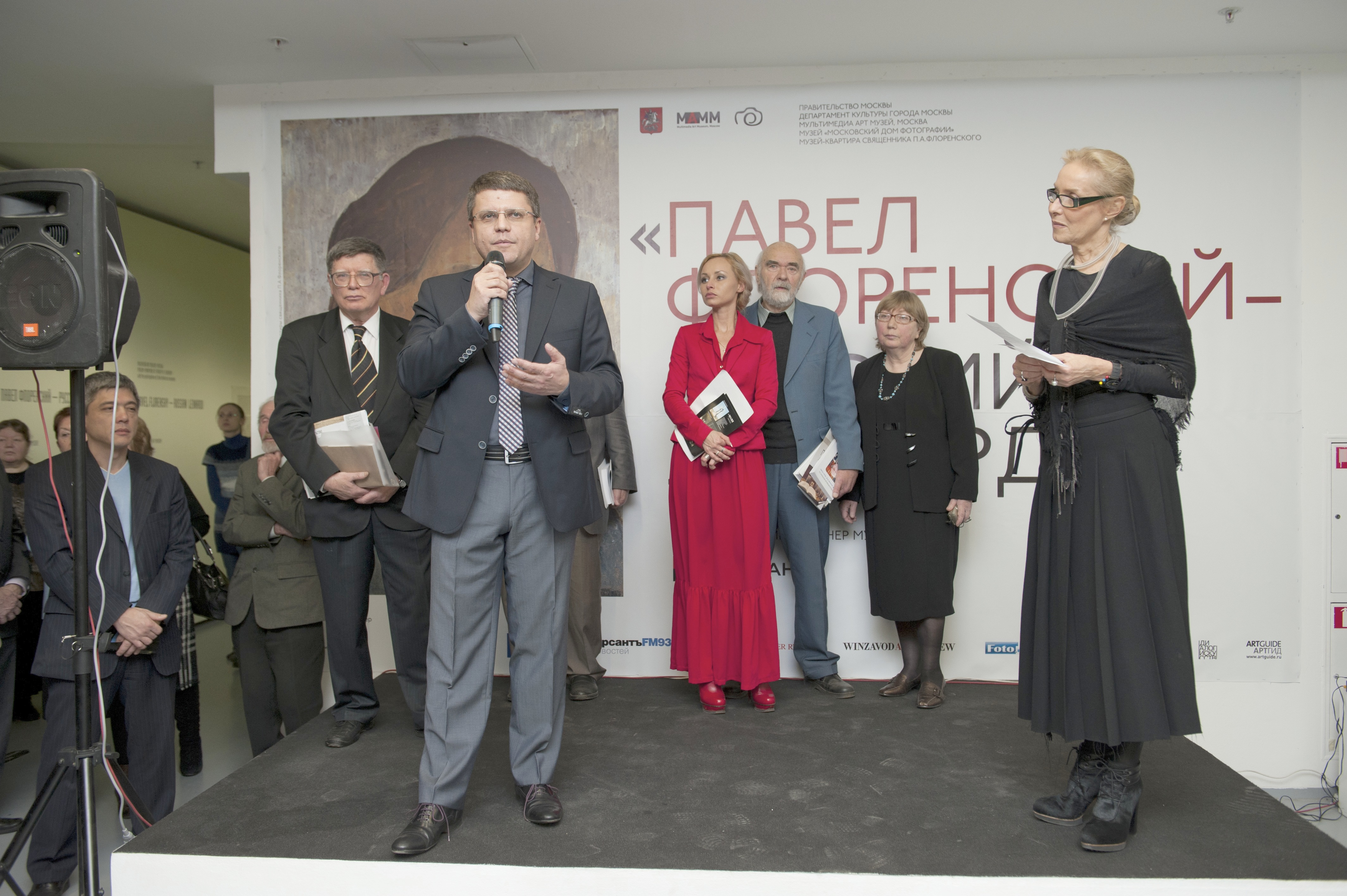
Выставка «Павел Флоренский — русский Леонардо», 2012 год

В 2004 году музей совместно с Михаилом Тарковским и администрацией Кадыйского района стали инициаторами создания муниципального Историко-культурного музея села Завражье. В музее экспонируются материалы, связанные с кинорежиссёром Андреем Тарковским, Павлом Флоренским, а также историей края и села.
На основании материалов музея проводились четыре монографические выставки, посвящённые жизни и творчеству отца Павла Флоренского:
- «Отец Павел Флоренский — русский Леонардо» (2012 год)[8][9][10][11]
- «Московские родословные. Флоренские. Амфитеатровы» (2008)[12][13]

- 125-летие со дня рождения отца Павла Флоренского (2006—2007)
- «Возвращение забытых имён. Павел Флоренский» (1989)[14][15]